# Cratere Babbage
Babbage è un antico cratere lunare intitolato al matematico, filosofo e ingegnere inglese Charles Babbage; situato sull'orlo nord-occidentale della luna in prossimità del cratere Pythagoras. Una parte del cratere South si sovrappone al lato sud-orientale di Babbage.

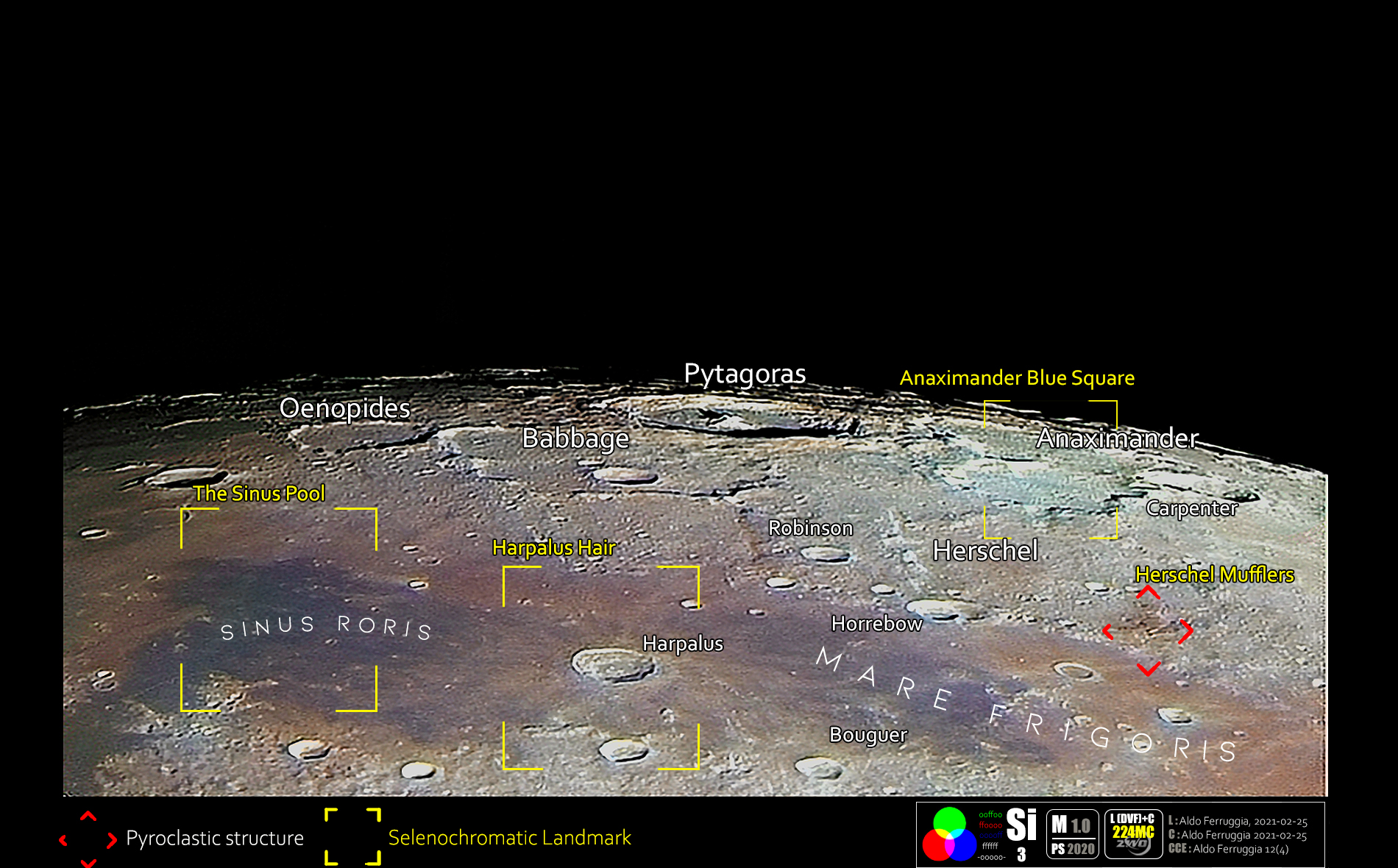
Immagine dell'area del cratere in formato Si con alcuni reperi. Vedi anche:

Il bordo esterno del cratere è stato eroso e modificato da una moltitudine di impatti successivi che l'hanno ridotto ad una lieve circonferenza collinare. La più evidente di queste modificazioni è rappresentata da Babbage E che si sovrappone al bordo sud-occidentale. Il confine a nord di Babbage E manca quasi del tutto facendolo apparire quasi come una "baia" nel perimetro del cratere maggiore. Il cratere Oenopides costituisce un'altra formazione attaccata alla protuberanza costituita da Babbage E.
L'interno del cratere è sostanzialmente levigato, ad esclusione della zona a nord-ovest screziata da alcune ramificazione del cratere Pythagoras. Nonostante ciò è possibile scorgere all'interno di questo cratere alcuni crateri più piccoli, il più visibile dei quali è rappresentato da Babbage A. Babbage C, invece, è il più piccolo di questi crateri.

## Crateri correlati
Alcuni crateri minori situati in prossimità di Babbage sono convenzionalmente identificati, sulle mappe lunari, attraverso una lettera associata al nome.
| Babbage | Coordinate            | Diametro (in km) |
| ------- | --------------------- | ---------------- |
| A       | 59°08′24″N 55°39′00″W | 32,28            |
| B       | 57°03′00″N 59°37′48″W | 6,55             |
| C       | 59°11′24″N 57°30′36″W | 13,71            |
| D       | 58°39′00″N 61°10′12″W | 70,96            |
| E       | 58°28′12″N 61°36′36″W | 7,18             |
| U       | 60°58′12″N 51°20′24″W | 5,09             |
| X       | 60°18′00″N 50°16′48″W | 6,37             |